# Digital Imaging Technician

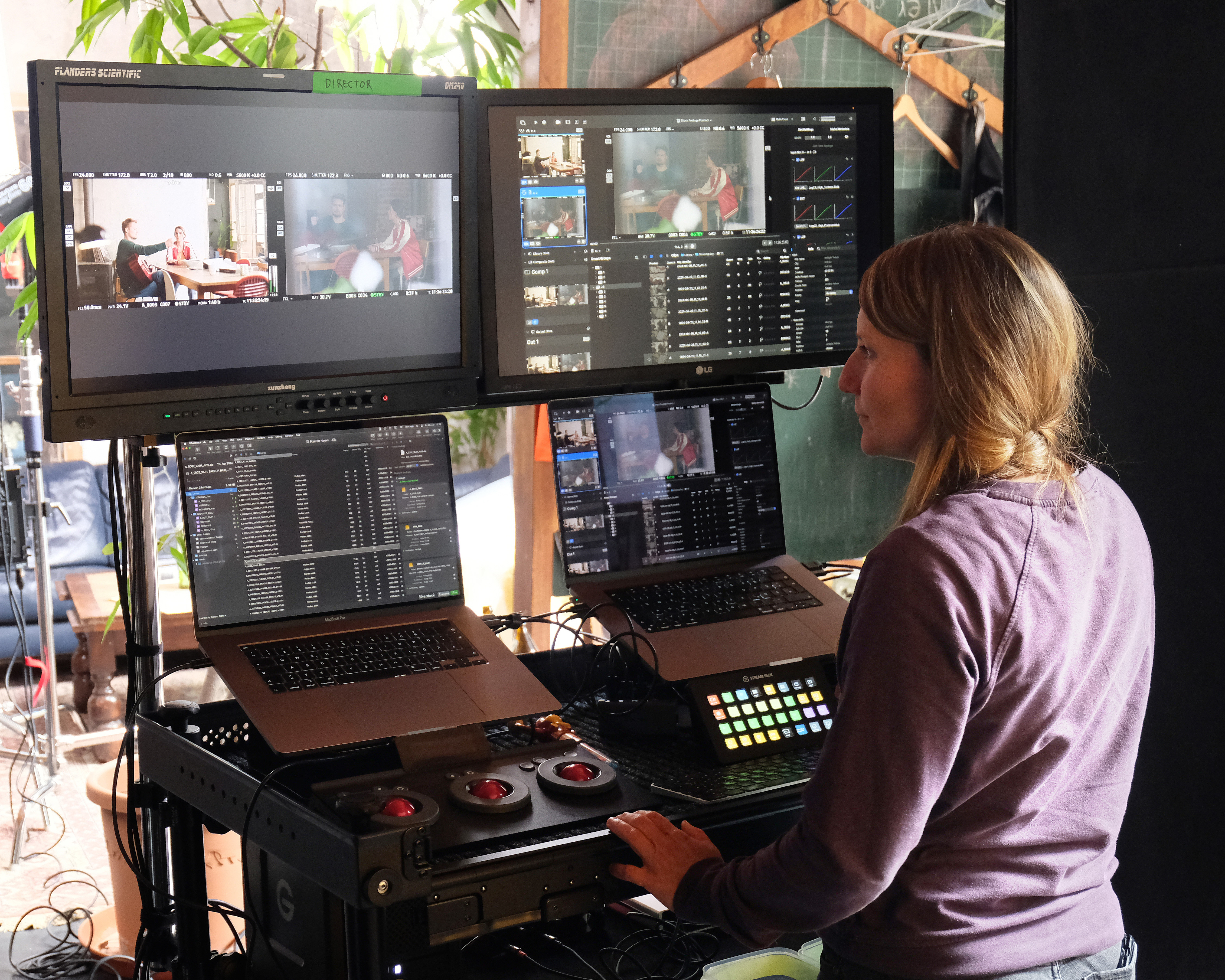
Eine DIT an ihrem DIT cart

Digital Imaging Technician (kurz DIT) ist ein Beruf aus der Filmbranche. Das Aufgabengebiet umfasst den gesamten Prozess der digitalen Bildgebung bis zur Postproduktion.

## Tätigkeiten
DITs sind auf Anforderungen der digitalen Bildbearbeitung spezialisiert. Sie beraten die Kamerabteilung und arbeiten ihr zu.
DITs  unterstützen die Kamera-Crew in ihrer technisch-kreativen Arbeit mit der elektronischen Kamera. Zudem arbeiten sie sowohl in der Vorbereitung als auch während der Drehzeit und sind somit Bindeglied zwischen der Postproduktion und dem Drehort.

## Voraussetzungen
DITs sollten Kenntnisse über die Abläufe der Film- und Fernsehproduktion und über die gängigen Kameras, Speichermedien und ihre Möglichkeiten haben. Wissen über Video- und Digitaltechnik, Messtechnik (Waveform-Monitor, Vektorskop, Histogramm) und  kamerabedingte Hilfsmittel zur Qualitätskontrolle müssen vorhanden sein. Auch Grundlagen der Lichtsetzung, Optik und Filterkunde, der Farbenlehre und der technischen Belichtung sollten erlernt oder erfahren worden sein.